# Наутилус (телесериал)
«Наутилус» (англ. Nautilus) — британский приключенческий мини-сериал, переосмысление романа Жюля Верна «Двадцать тысяч лье под водой», в котором рассказывается о становлении капитана Немо.
В августе 2023 года было объявлено, что оригинальный дистрибьютор, Disney+, не будет выпускать уже готовый сериал. В августе 2024 года Amazon Prime Video приобрела сериал для трансляции в Великобритании и Ирландии, его премьера состоялась 25 октября 2024 года.

## Сюжет
1857 год, Британская Ост-Индская компания (обладающая большой властью благодаря частным армиям и военно-морскому флоту) тайно строит в Индии огромный подводный корабль «Наутилус», используя труд рабов из колониальной тюрьмы. Хотя изначально «Наутилус» проектировался как судно для подводных исследований, компания намерена переделать его в военный корабль нового типа. Одним из заключенных является Немо — проектировщик двигателей корабля. Он организует бунт и успешно сбегает на «Наутилусе» в открытом море. Однако директор Ост-Индской компании, Кроули, организует погоню за беглецами, планируя убить Немо. Новоиспечённый капитан и его разношерстная команда отправляются в подводное плавание с миссией возмездия, чтобы полностью уничтожить агрессора.

## В ролях
- Шазад Латиф — капитан Немо[4]
- Джорджия Флуд — Хьюмилити Лукас
- Тьерри Фремон — Густав Бенуа
- Пачаро Мзембе — Бонифаций
- Линг Купер Танг — Саинг
- Эндрю Шоу — Джакомо
- Ашан Кумар — Ранбир
- Чам Эхелепола — Джагадиш
- Селин Менвиль — Лоти
- Кэмерон Кафф — лорд Питт
- Дэмиен Гарви — директор Кроули
- Джейкоб Коллинз-Леви — капитан Янгблад
- Люк Арнольд — капитан Билли Миллей
- Даррен Гилшенан — Панч

## Производство
В августе 2021 года было объявлено, что компания Disney+ заказала мини-сериал «Наутилус» о становлении капитана Немо. Сценаристом проекта выступил Джеймс Дормер, исполнительными продюсерами были назначены Ксавье Маршан, Ананд Такер и Джоанна Деверо, Кэмерон Уэлш, Крис Лаволл, Колин Вудкок и Дейзи Гилберт. Место режиссёра получил Майкл Мэтьюз.
В ноябре 2021 года роль капитана Немо получил Шазад Латиф. В феврале 2022 года актёрский состав пополнили Джорджия Флуд, Тьерри Фремон, Пачаро Мзембе, Арло Грин, Тайрон Нгатаи, Линг Купер Танг, Эндрю Шоу, Ашан Кумар, Чам Эхелепола, Селин Менвиль, Кайден Прайс и Дэмиен Гарви. В мае к ним присоединились Ричард Э. Грант, Муки Зубин, Бенедикт Харди, Джейкоб Коллинз-Леви, Адольфус Уэйли, Кэмерон Кафф и Люк Арнольд.
Съемки сериала начались в середине февраля 2022 года на студии Village Roadshow Studios в Голд-Косте, Квинсленд. В мае и сентябре дополнительные съёмки провели в Старом музее Брисбена и в здании парламента Квинсленда соответственно. Бен К. Лукас выступил режиссером 5, 6 и 7 серий, в свою очередь Изабель Зиб занималась съёмками 3-й. На тот момент, релиз проекта был запланирован на январь 2023 года.
Первоначально сериал должен был транслироваться на Disney+ (в Великобритании), но затем было объявлено, что его выпуск был перенесён на неопределённый срок. Впервые он вышел в эфир на канале SVT Play в Швеции 12 июня 2024 года.
В октябре 2023 года компания AMC объявила, что приобрела сериал для трансляции в Соединенных Штатах и Канаде.
В августе 2024 года компания Amazon Prime Video приобрела права для показа сериала в Великобритании и Ирландии — премьера состоялась 25 октября 2024 года. Все эпизоды были выпущены одновременно, и режиссер последних трех эпизодов сообщил, что сериал возглавил чарт Amazon Prime в этом регионе. В других европейских странах сериал был выпущен 18 октября 2024 года (за исключением Франции, где он был выпущен 12 августа 2024 года на канале France 2).